# Elisabeta de Gorizia-Tirol
Elisabeta de Gorizia-Tirol (n. 1262, München, Ducatul de Bavaria – d. 28 octombrie 1312, Viena, Ducatul Austriei⁠(d)), aparținând familiei Meinhardinilor, a fost ducesă de Austria și Stiria din 1283 prin căsătoria cu Albert I de Habsburg, iar din 1298 a fost regină consoartă germană.

## Biografie
Elisabeta, a cărei dată de naștere nu a fost înregistrată de niciun cronicar contemporan, a fost fiica lui Meinhard al II-lea conte de Gorizia-Tirol, duce de Carintia din 1286 (aparținând Casei de Gorizia) și a soției sale Elisabeta de Bavaria, fiica cea mare a ducelui Otto al II-lea de Wittelsbach, văduvă a regelui romano-german Conrad al IV-lea. Pe linie maternă, Elisabeta era sora vitregă a lui Conrad al IV-lea.
În jurul anului 1272 Meinhard a logodit-o pe fiica sa, Elisabeta, cu Albert de Habsburg (1255-1308), fiul cel mare al viitorului rege romano-german Rudolf I și al primei lui soții, Gertrud de Hohenberg. Această logodnă a fost menită să confirme prietenia dintre Meinhard și Rudolf, doi șefi de teritorii asemănători și vechi susținători ai familiei Hohenstaufen (dinastia Staufen). Ambii se străduiau cu succes să-și extindă puterea, se susțineau reciproc în atingerea scopurilor lor politice și, după alegerea lui Rudolf ca rege romano-german în 1273, ei au fost definitiv legați prin căsătoria încheiată la Viena în noiembrie 1276  între Elisabeta și Albert.
Căsătoria Elisabetei a fost una fericită. Alături de soțul ei s-a implicat în politică, devenind ducesă de Austria și Stiria în 1283. Avea o perspectivă deosebită asupra situației politice și a avut o influență semnificativă asupra lui Albert. Elisabeta s-a dovedit a avea o poziție echilibrată în multe dispute dintre soțul ei și conducătorii locali. Printre altele, ea a acționat ca mediator în revolta vienezilor împotriva lui Albert, în lupta acestuia împotriva arhiepiscopului de Salzburg și în disputa cu nobilimea din Austria și Stiria. Modul inteligent în care înțelegea să-și folosească puterea de a conduce rezultă, de asemenea, din numărul mare de fundații și privilegii acordate care au servit la dezvoltarea proprietăților ce reprezentau dota primită de ea la căsătorie. Albert i-a încredințat deseori funcția de guvernator datorită talentului ei politic. În dificila luptă dusă pentru obținerea coroanei romano-germane, după moartea lui Rudolf I în1291, Elisabeta a condus în numele soțului absent, ostilitățile militare. După ce soțul ei a fost ales rege romano-german, a avut loc încoronarea ca regină pe 16 noiembrie 1298 la Aachen. Din această poziție, ea putea influența și politica la nivel înalt. De aceea, la fel ca Albert, ea și-a atras mânia papei Bonifaciu al VIII-lea. Ca regină, Elisabeta s-a aflat deseori la curtea fiului său, Rudolf, în Viena.
Pe 1 mai 1308 regele Albert I a fost ucis de nepotul său Ioan Paricidul (1290-1313), la Brugg lângă Aare. Motivul crimei a fost faptul că Albert nu a îndeplinit condițiile stabilite prin Contractul de la Rheinfeld încheiat cu tatăl lui Johann, Rudolf al II-lea. Elisabeta a fost consternată de moartea violentă a soțului său. Ea se temea că habsburgii își vor pierde proprietățile ancestrale. A ordonat ca cei responsabili de moartea lui Albert și susținătorii lor să fie prinși și pedepsiți, dar în septembrie 1309 s-a ajuns la un acord între fiii Elisabetei și noul rege Henric al VII-lea. Prin acest aranjament, la care a contribuit în mod esențial, Elisabeta spera ca domnia habsburgilor să fie asigurată. Cei ostili familiei de Habsburg au etichetat-o pe Elisabeta ca fiind o furie răzbunătoare datorită atitudinii ei implacabile față de ucigașii lui Albert.
Elisabeta și-a putut menține autoritatea politică chiar și ca văduvă. În 1311 a jucat un rol cheie în acordul încheiat de Austria cu Bavaria. De asemenea, în același an a fost desemnată să pronunțe sentința în conflictul dintre fiul ei, Frederic cel Frumos, și fratele ei, Henric de Carintia .
Elisabeta dispunea și conducea singură domeniul din Salzkammergut care reprezenta suportul material acordat reginei văduve (în germană Wittum), iar în Gmunden și Lauffen din Aussee și, de asemenea, în Ischl ea exercita aceleași drepturi ca fiii săi. Fiind o femeie inteligentă și întreprinzătoare, cu anumite talente comerciale, ea sugerase construirea minelor de sare din Hallstatt. Cetățenii din Hallstatt au câștigat libertatea pieței și li s-a acordat dreptul de a face comerț cu sarea extrasă.
Elisabeta a întemeiat mânăstirea Königsfelden pe locul unde a fost ucis Albert. Aici s-a retras ea în 1311 și tot aici a fost înmormântată când a murit în 1313. În 1770 rămășițele ei au fost mutate la Mânăstirea Sf. Blasien (aflată azi în districtul Waldshut), care în cele din urmă să fie duse la Mânăstirea Sf. Paul din Lavanttal, în Carintia, în 1809.

## Descendenți
Din căsătoria Elisabetei cu Albert I au rezultat douăzeci și unul de copii, printre care:
- Anna (c. 1280 - 1327) căsătorită în 1295 cu Hermann von Brandenburg (d. 1308) și în 1310 cu Henric al VI-lea de Silezia-Breslau (1294–1335)
- Agnes (1281-1364) căsătorită în 1296 cu Andreas al III-lea al Ungariei (d. 1301)
- Rudolf al III-lea (c. 1281–1307), rege al Boemiei din 1306, căsătorit în 1300 Blanche a Franței (1285-1305) și în 1306 cu Elisabeta Richza a Poloniei (1286/1288–1335)
- Elisabeta (1285–1352) căsătorită în 1306 cu ducele Frederic al IV-lea de Lorena (1282–1328)
- Frederic cel Frumos (1289-1330) căsătorit în 1314 cu Elisabeta de Aragon (1300 / 02-1330)
- Leopold I cel Glorios (1290 / 93–1326) căsătorit în 1315 cu Ecaterina de Savoia (c.1298–1336)
- Caterina (1295–1323) căsătorit în 1316 Carol de Calabria (1298–1328)
- Albert al II-lea cel Înțelept sau cel Șchiop (1298-1358) căsătorit în 1324 cu Ioana de Pfirt (1300-1351)
- Henric cel Blând (1299-1327) duce de Austria, căsătorit cu contesa Elisabeta de Virneburg (1303-1343)
- Meinhard (c. 1300–1301)
- Otto cel Vesel (1301-1339) căsătorit în 1325 cu Elisabeta a Bavariei de Jos (1305-1330) și în 1335 cu Anna de Luxemburg, prințesă de Boemia (1323-1338)
- Jutta sau Gutta (1302–1329) căsătorită în 1319 cu contele Ludwig al VI-lea de Oettingen (d. 1346)

Alți nouă copii ai cuplului care au murit imediat după naștere au rămas fără nume fiind îngropați în capela „Dreikönigskapelle” din orașul Tulln, în Austria de Jos.